# Sobolevsche orthogonale Polynome
Sobolevsche orthogonale Polynome sind orthogonale Polynome bezüglich eines sobolevschen inneren Produktes, das heißt ein inneres Produkt mit Ableitungen. Dadurch ist der Multiplikationsoperator bezüglich des inneren Produktes nicht mehr kommutativ
{\displaystyle \langle xp_{n},p_{s}\rangle _{W^{n}}\neq \langle p_{n},xp_{s}\rangle _{W^{n}}}
und die Polynome verlieren ein paar gute Eigenschaften der klassischen orthogonalen Polynome. Zum Beispiel gelten Favards Theorem (somit auch die 3-Rekursionsrelation) und die Christoffel-Darboux-Formel nicht mehr. Klassische orthogonale Polynome sind allerdings auch sobolevsche orthogonale Polynome, da deren Ableitungen wieder orthogonale Polynome sind.
Sie sind nach Sergei Lwowitsch Sobolew benannt.

## Sobolevsche orthogonale Polynome
Seien {\displaystyle \mu _{0},\mu _{1},\dots ,\mu _{n}} positive Borelmaße auf {\displaystyle \mathbb {R} } mit endlichen Momenten. Betrachte das innere Produkt
{\displaystyle \langle p_{r},p_{s}\rangle _{W^{n}}=\int _{\mathbb {R} }p_{r}(x)p_{s}(x)\;\mathrm {d} \mu _{0}+\sum \limits _{k=1}^{n}\int _{\mathbb {R} }p_{r}^{(k)}(x)p_{s}^{(k)}(x)\;\mathrm {d} \mu _{k}}
mit zugehörigem Sobolev-Raum {\displaystyle W^{2,n}}, dann sind die sobolevschen orthogonalen Polynome {\displaystyle \{p_{r}\}_{r\geq 0}} durch
{\displaystyle \langle p_{r},p_{s}\rangle _{W^{n}}=c_{r}\delta _{rs}}
definiert, wobei {\displaystyle \delta _{rs}} das Kronecker-Delta bezeichnet. Man nennt solche Polynome auch sobolev-orthogonal.
Es existiert viel Literatur für den Fall {\displaystyle n=1}.

## Kohärente Paare
Sei {\displaystyle -\infty \leq a<b\leq \infty } und betrachte das innere Produkt
{\displaystyle \langle p_{n},p_{s}\rangle _{W_{\lambda }^{1}}=\int _{a}^{b}p_{n}p_{s}\;\mathrm {d} \mu _{0}+\lambda \int _{a}^{b}p_{n}'p_{s}'\;\mathrm {d} \mu _{1}.}
Kohärent:
Sei {\displaystyle \{t_{n}\}} eine Folge von monischen orthogonalen Polynome (MOPS) bezüglich {\displaystyle \mathrm {d} \mu _{1}}
und {\displaystyle \{p_{n}\}} eine MOPS bezüglich {\displaystyle \mathrm {d} \mu _{0}}. Dann bezeichnet man {\displaystyle \{\mathrm {d} \mu _{0},\mathrm {d} \mu _{1}\}} als kohärent
wenn eine reelle Folge {\displaystyle \{a_{n}\}_{n\geq 1},\ a_{i}\neq 0} existiert, so dass für {\displaystyle n\geq 1}
{\displaystyle t_{n}={\frac {p'_{n+1}}{n+1}}+a_{n}{\frac {p'_{n}}{n}}.}
Symmetrisch-Kohärent:
Falls {\displaystyle [a,b]=[-c,c]}, {\displaystyle \mathrm {d} \mu _{0}} und {\displaystyle \mathrm {d} \mu _{1}} symmetrisch sind, d. h. invariant unter der Transformation {\displaystyle x\mapsto -x}, und eine reelle Folge {\displaystyle \{a_{n}\}_{n\geq 1},\ a_{i}\neq 0} existiert, so dass für {\displaystyle n\geq 2}
{\displaystyle t_{n}={\frac {p'_{n+1}}{n+1}}+a_{n}{\frac {p'_{n-1}}{n-1}}}
dann bezeichnet man {\displaystyle \{\mathrm {d} \mu _{0},\mathrm {d} \mu _{1}\}} als symmetrisch-kohärent.
Selbst-Kohärent:
Falls {\displaystyle \mathrm {d} \mu _{0}=\mathrm {d} \mu _{1}} dann bezeichnet man {\displaystyle \mathrm {d} \mu _{0}} als selbst-kohärent.

### Eigenschaften
Sei {\displaystyle \{\mathrm {d} \mu _{0},\mathrm {d} \mu _{1}\}} ein kohärentes Paar und {\displaystyle \{p_{n}\}} orthogonal bezüglich {\displaystyle \mathrm {d} \mu _{0}}. Weiter sei {\displaystyle \{s_{n}^{(\lambda )}\}} eine Folge von Polynomen, welche sobolev-orthogonal bezüglich {\displaystyle \langle ,\rangle _{W_{\lambda }^{1}}} sind und  {\displaystyle \{s_{n}^{(0)}\}=\{p_{n}\}}. Unter passender Normalisierung von {\displaystyle \{s_{n}^{(\lambda )}\}} und {\displaystyle \{p_{n}\}} besitzt {\displaystyle \{s_{n}^{(\lambda )}\}} folgende Darstellung für {\displaystyle n\geq 1}
{\displaystyle s_{n}^{(\lambda )}(x)=\sum \limits _{k=1}^{n}\alpha _{k}(\lambda )p_{k}(x)}
wobei {\displaystyle \{\alpha _{k}(\lambda )\}_{k=1}^{n-1}} unabhängig von {\displaystyle n} sind.
Daraus folgt die Rekursionsrelation
{\displaystyle s_{n+1}^{(\lambda )}(x)-s_{n}^{(\lambda )}(x)=\gamma _{n}(\lambda )(p_{n+1}(x)-p_{n}(x))}
wobei {\displaystyle \gamma _{n}} durch die {\displaystyle \{\alpha _{k}\}_{k=1}^{n}} geschrieben werden kann.